# Tržní anarchismus
Volnotržní anarchismus, tržní anarchismus, také známý jako volnotržní antikapitalismus nebo volnotržní socialismus je odvětví anarchismu, které obhajuje hospodářský systém volného trhu založený na dobrovolných interakcích bez jakéhokoliv zapojení státu. Tato forma individualistického anarchismu je zčásti založená na ekonomických teoriích mutualismu a amerického individualistického anarchismu 19. století. Levicový tržní anarchismus je moderní odvětví volnotržního anarchismu, které je založeno na oživení takových anarchistických teorií volného trhu. Je spojován především s americkými internacionalisty a levicovými libertariány, jako jsou Kevin A. Carson a Gary Chartier, kteří sami sebe považují za antikapitalisty a identifikují se jako součást socialistického hnutí.
Agorismus Samuela Edwarda Konkina III je filozofie levicového tržního anarchismu, která je spojovaná s levicovým libertarianismem ve Spojených státech, přičemž jejím hlavním prostředkem je kontraekonomika, která propaguje účast na šedé ekonomice a černém trhu. Tržní anarchismus bývá často zaměňován s anarchokapitalismem, který zdůrazňuje a upřednostňuje legitimitu soukromého vlastnictví a popisuje jej jako nedílnou součást individuálních práv a tržní ekonomiky. V anarchismu se však ozývá silný proud, který nepovažuje anarchokapitalismus za součást anarchistického hnutí, protože anarchismus je historicky antikapitalistickým hnutím a z tohoto důvodu tvrdí, že anarchismus není slučitelný s kapitalistickými formami.
Ve výsledku může být tento termín používán jako odkaz na různorodá ekonomická a politická pojetí, která byla navržena individualistickými anarchisty a liberálními socialisty, kterými jsou Evropané Thomas Hodgskin a Pierre-Joseph Proudhon, nebo Američané Stephen Pearl Andrews, William Batchelder Greene, Lysander Spooner, Benjamin Tucker a Josiah Warren a další; a alternativní anarchokapitalisté jako Murray Rothbard a David D. Friedman nebo antikapitalisté a levicoví libertariáni jako Samuel Edward Konkin III, Kevin A. Carson, Roderick T. Long, Charles W. Johnson, Brad Spangler, Sheldon Richman a Chris Matthew Sciabarra.

## Historie

### Mutualismus

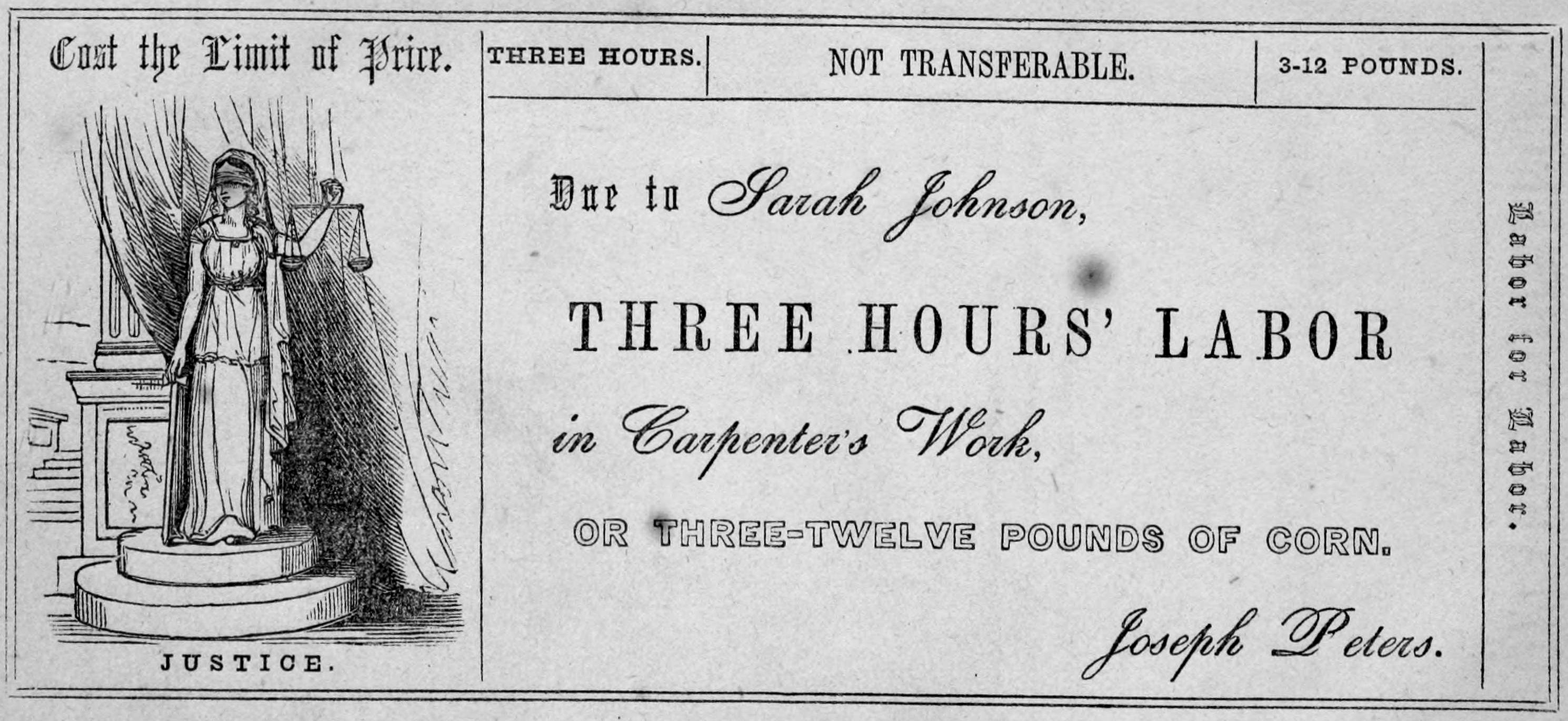
"Labor Note", alternativní bankovka založená na směně odpracovaných hodin

Josiah Warren je všeobecně považován za jednoho z prvních amerických anarchistů. Během roku 1833 editoval čtyřstránkový týdeník, The Peaceful Revolutionist, což byl vůbec první anarchistický časopis. Pro tento počin si dokonce postavil vlastní tiskařský lis a vyrobil ofsetové tiskové desky. Warren byl stoupencem Roberta Owena a připojil se k Owenově komunitě v New Harmony v Indianě. Josiah Warren pojmenoval frázi „náklady limitu ceny“, přičemž „náklady“ se zde nevztahují na zaplacenou peněžní sumu, nýbrž na práci, která byla vynaložena na výrobu položky. Proto „navrhl systém, aby lidé platili certifikáty, na kterých bylo uvedeno kolik hodin práci vykonávali. Mohli si vyměnit bankovky v místních obchodech za zboží, jehož výroba odpovídala stejnému množství času“. Svou teorii podrobil zkoušce a zavedl tak experimentální „laboratoře práce pro práci“ nazvané „Cincinnati Time Store“, kde bylo obchodování usnadněno bankovkami podloženým příslibem vykonávat práci. Tento obchod se osvědčil a fungoval tři roky, než byl zavřen, aby mohl Warren věnovat své úsilí vytvářením kolonií založených na idejích mutualismu. Jednalo se o Utopii a Modern Times. Warren tvrdil, že kniha The Science of Society Stephena Pearla Andrewse, vydaná roku 1852, byla nejvíce přehledným a kompletním výkladem Warrenových vlastních teorií. Katalánský historik Xavier Diez uvádí, že tyto záměrné komunální experimenty propagované Warrenem výrazně ovlivnily evropské individualistické anarchisty koncem 19. a počátku 20. století, mezi které patřil například Emile Armand.

Pierre Joseph Proudhon, často považován za vůbec prvního anarchistu

Mutualismus vznikal v anglickém a francouzském dělnickém hnutí v 18. století, než přejal anarchistickou formu spojenou s Pierrem Josephem Proudhonem ve Francii a dalšími představiteli ze Spojených států. Proudhon mluví o tzv. spontánním pořádku, v němž lidská organizace žije bez centrální autority. Pojmenoval tedy „pozitivní anarchii“, kde vzniká pořádek, když si každý dělá „to, co si přeje a jen to, co si přeje“ a kde „obchodní transakce samy o sobě vytvářejí společenský řád“. Je důležité si uvědomit, že Proudhon viděl zásadní rozdíly mezi ideálními politickými možnostmi a skutečnou vládou. Z tohoto důvodu byly Proudhonovy myšlenky, na rozdíl od některých jeho teoretických výroků týkajících se samovolné samosprávy, silně zapojeny do francouzské parlamentní politiky a samotný Proudhon se spojil se socialistickými frakcemi dělnických hnutí. Také obhajoval státem chráněné stanovy dělnického družstva a podporoval jistá schémata znárodnění během svého života ve veřejné službě. Mutualistický anarchismus se týká reciprocity, svobodného sdružování, dobrovolné smlouvy a úvěrové a měnové reformy. Podle amerického internacionalisty Williama Batcheldera Greena by měl každý pracovník v mutualistickém systému nárok na „spravedlivou a přesnou odměnu za svou práci; služby rovnocenné v nákladech směnitelné za služby rovnocenné nákladům, bez zisku nebo slevy“. Mutualismus byl retrospektivně charakterizován jako ideologicky situovaný mezi individualistickou a kolektivistickou formou anarchismu. Sám Proudhon nejprve charakterizoval svůj cíl jako „třetí formu společnosti – syntézu komunismu a vlastnictví“ .
Pierre-Joseph Proudhon byl francouzský aktivista a teoretik, zakladatel mutualistické filozofie, ekonom a levicový libertarián. Byl prvním člověkem, který se prohlásil za anarchistu, a patří mezi jeho nejvlivnější teoretiky, možná právě proto je mnohými nazýván „otcem anarchismu“. Po revoluci v roce 1848 se stal členem francouzského parlamentu, poté se nazýval federalistou. Jeho nejznámější tvrzení je „majetek je krádež“ (v angličtině Property is Theft!), obsažené v jeho prvním velkém díle, What is Property? Or, an Inquiry into the Principle of Right and Government (v originále Qu'est-ce que la propriété? Recherche sur le principe du droit et du gouvernement), vydaném v roce 1840. Publikace knihy přitahovala pozornost nejenom francouzských úřadů, ale i Karla Marxe, který si s autorem začal korespondovat. Oba se vzájemně ovlivňovali: setkali se v Paříži, kde pobýval Marx v exilu. Jejich přátelství nakonec skončilo, když Marx reagoval na Proudhonovu knihu The System of Economic Contradictions, or The Philosophy of Poverty provokativním titulem The Poverty of Philosophy. Spor se stal jednou z příčin rozdělení mezi anarchistickým a marxistickým křídlem První Internacionály. Proudhon upřednostňoval dělnickou radu nebo družstva, stejně tak i individuální vlastnictví dělníků/rolníků před soukromým vlastnictvím nebo znárodněním půdy a pracovišť. Sociální revoluci považoval za dosažitelnou mírovou cestou. V díle The Confessions of a Revolutionary tvrdil, že „anarchie je řád bez moci“. Neúspěšně se pokusil vytvořit národní banku, která by byla financována zdaněním kapitalistů a akcionářů. Národní banka by podobně jako spořitelní a úvěrní družstva poskytovala bezúročné půjčky.
William Batchelder Greene byl v 19. století zástupcem mutualstického individulistického anarchismu. Dále byl unitářským farářem, vojákem a zastáncem volného bankovnictví ve Spojených státech. Jeho nejznámějšími díly jsou Mutual banking (1850), ve kterém navrhoval bezúročný systém bankovnictví; a Transcendentalism, kritika New Englandského filozofického učení. Eunice Minette Schuster, americký historik anarchismu, říká: “Je zřejmé, že Proudhoniánský anarchismus existoval ve Spojených státech nejdříve již v roce 1848, ale jeho podobnost s individualistickým anarchismem Josiah Warrena a Stephena Perarl Andrewse nebyla vědomá. William B. Greene představil Proudhoniánský mutualismus v jeho nejčistší a nejsystematičtější podobě.” Po roce 1850 se aktivně zasazoval v otázce reformy práce a byl zvolen viceprezidentem New Englandského svazu pro reformu práce (New England Labor Reform League), převážná většina členů tohoto svazu byla zastáncem Proudhonova schématu mutualistického bankovnictví. V roce 1869 byl zvolen prezidentem massachusettského labouristického svazu (Labor union). Poté Green publikoval dílo Socialistic, Mutualistic, and Financial Fragments (1875). Vnímal mutualismus jako spojení “svobody a řádu”. Jeho asocianismus je kontrolován individulismem. “Starej se o sebe”, “Nesuď a nebudeš souzen.” V záležitostech, které jsou čistě osobní, jako je například morální chování, je jednotlivec suverénní i nad tím, co sám vytváří. Z tohoto důvodu požaduje v manželství jistou „vzájemnost“ (mutualismus) - rovné právo ženy na vlastní osobní svobodu a majetek.

### Individualistický anarchismus ve Spojených státech
Dle bostonských anarchistů byla ve Spojených státech vytvořena forma individualistického anarchismu. Někteří bostonští anarchisté, nevyjímaje Benjamina Tucekra a Lysandera Spoonera, se identifikovali jako socialisté, jakožto oddaní bojovníci za zlepšení pracovních podmínek dělnické třídy. Bostonští anarchisté, jako například Tucker, a jeho následovníci, jsou navíc považováni za socialisty na základě jejich nesouhlasu s lichvou. Rozkvět individualistického anarchismu ustal zhruba na začátku 20. století, na druhou stranu ale historik anarchismu, George Woodcock, popisuje Spoonerovu esej jako "výmluvné zpracování” Josiah Warrena a brzkého vývoje Prouhonových idejí, a spojuje jeho práci s prací Stephena Pearl Andrewse. Woodcock také zmiňuje, že Spooner i Greene byli oba členy socialistické První internacionály.
Americký individualistický anarchista Benjamin Tucker tvrdil, že eliminací toho, co nazýval “čtyři monopoly”, jmenovitě půdní monopol, peněžní a bankovní monopol, monopolní pravomoci udělené patenty a kvazi-monopolní účinky cel, by byla podryta moc velkých a bohatých podniků, bylo by rozšířena větší možnost vlastnictví majetku a zvýšeny mzdy běžným občanům, přičemž by se minimalizovala síla budoucích osob ve vedoucích pozicích a došlo by k dosažení socialistických cílů bez zásahu státu.Tucker ovlivňoval a spolupracoval s anarchistickými současníky, včetně Spoonera, Voltairine de Cleyre, Dyera D. Luma a Williama B. Greene, kteří později různými způsoby ovlivnili levicově liberální myšlení. Kevin Carson charakterizuje americké individualistické anarchisty takto: “Na rozdíl od zbytku socialistických hnutí, individualističtí anarchisté věřili, že přirozená mzda za práci na volném trhu je jeho produktem, a že jediný způsob, jak může docházet k ekonomickému vykořisťování je, pokud kapitalisté a vlastníci půdy využívají moci sátu ve svůj prospěch. Tedy, individualistický anarchismus je alternativou jak ke vzrůstající statistice mainstreamového socialistického hnutí, tak k liberálnímu hnutí, které směřovalo k tomu být pouhou výmluvou moci velkých podnikatelů. Dva individualističtí anarchisté, Joseph Labadie a Dyer Lum, kteří byli spolupisateli Tuckerovy knihy Liberty, byli zároveň důležitými labouristickými organizátory (tzn. nabádali dělníky k připojení se ke spolku). Kevin Carson ocenil Dyer Lumovu fúzi individualistické laissez-faire ekonomie s radikálním aktivismem práce jako „kreativní“ a označil ho za „významnějšího než kterýkoli další z Bostonské skupiny“.
V pozdějším období této éry někteří ze skupiny amerických individualistických anarchistů, například i Benjamin Tucker, se vzdali svých přirozených práv a konvertovali k egoistickému anarchismu dle Maxe Stirnera. Odmítajíce ideu morálních práv, Tucker tvrdil, že existují pouze dvě práva: "právo síly (také moci)" a "právo smlouvy". Po přestupu k egoistickému individualismu také říkal: “V minulosti bylo mým zvykem mluvit bezmyšlenkovitě o "právu člověka k půdě". Byl to zlozvyk a již dávno jsem se ho zbavil. Jediným právem člověka k půdě je jeho moc nad ní.” V důsledku přijmutí ideje Stirneho egoismu v roce 1886, Tucker odmítal přirozená práva, jenž byla dlouhou dobu považována za základ libertarianismu. Tento odpor podnítil ve hnutí prudké debaty, ve kterých zastánci přirozených práv obviňují egoisty ze zničení samotného libertarianismu. Konflikt byl tak závažný, že řada zastánců přirozených práv na protest vystoupila ze stránek Liberty, přestože dosud patřili mezi její časté přispěvatele. Od té doby Liberty upřednostňovala egoismus, i když se jeho obecný obsah významně nezměnil.

### Individualistický anarchismus v Evropě
Ekonomické stanovisko nazývané geoismus bylo konstruktem Henryho George a existovalo v rámci evropského individualistického anarchismu - Geolibertarianismu. Libertariánská forma filozofie Henryho Georgea zvaná geoismus, je považována za levicově liberální, protože předpokládá, že půda bude původně vlastněna společně, tedy pokud je pozemek soukromě přivlastněn, majitel zaplatí nájemné komunitě. Geolibertariáni obecně obhajují rozdělení nájemného půdy mezi komunitu prostřednictvím daně z hodnoty půdy, jak navrhl Henry George a další před ním. Fred E. Foldvary vytvořil slovo "geo-libertarianismus" v článku nazvaném Land and Liberty. V případě geoanarchismu, dobrovolné formy geolibertarianismu, jak popsal Foldvary, by nájemné vybíraly soukromé asociace.
Podobné ekonomické postoje existovaly také v evropském individualistickém anarchismu. Francouzský individualistický anarchista Émile Armand prokazuje jasnou opozici vůči kapitalismu a centralizovaným ekonomikám, když řekl, že individualistický anarchista: „zůstává vnitřně žáruvzdorný - smrtelně žáruvzdorný - morálně, intelektuálně, ekonomicky (kapitalistická ekonomika, řízená ekonomika a spekulanti jsou stejně odporní)." Při obhajování pluralistické ekonomie tvrdil: „Tu a tam se všechno děje - tady všichni dostávají to, co potřebují, tam každý dostane všechno, co je potřeba podle jejich vlastních schopností. Zde, dar a směna - jeden produkt za druhý; tam, výměna produktu za reprezentativní hodnotu. Zde je výrobcem vlastník produktu, tam je produkt uveden do vlastnictví kolektivu."
Španělský individualistický anarchista Miguel Giménez Igualada tvrdil, že „kapitalismus je efektem vlády; pokud vláda vymizí z obrazu, kapitalismus se zhroutí. To, co my nazýváme kapitalismem, není nic než produkt státu, v němž je jedinou podporovanou hodnotou zisk - bez ohledu na to, jakým způsobem je nabyt. Tedy boj proti kapitalismu je bezúčelným, neboť ať už se jedná o jakýkoliv druh kapitalismu, dokud je na místě vláda, vykořisťování kapitálu nevymizí.” Jeho pohled na třídní dělení a technokracii je následující: “Pokud pro sebe lidé nebudou pracovat navzájem, profitující bohatstvím se ztratí, stejně jako se ztratí vláda, pokud nikdo nebude věnovat pozornost těm, kteří se na univerzitách dozvěděli hrstku znalostí a nyní předstírají, že vládnou lidem. Velké průmyslové podniky budou přeměněny muži z velkých sdružení, v nichž bude každý pracovat a užívat si produkt své práce. A těmito jednoduchými a krásnými problémy se zabývá anarchismus. To, co musí být pro anarchistu prioritou je, že nikdo nesmí nikoho vykořisťovat, protože toto nevykořisťování povede k omezení majetku na individuální potřeby."

### Spojenectví mezi americkými libertariány a novou levicí
Doyen moderního tržně orientovaného libertarianismu, ekonom Rakouské školy Murray Rothbard, byl zpočátku nadšeným přívržencem Starého práva, zejména kvůli jeho všeobecnému odporu vůči válce a imperialismu. Rothbard nicméně dlouhou dobu prosazoval výklad americké historie, který zdůrazňoval roli elitního privilegia při formování právních a politických institucí – to bylo mnohým levicovým osobnostem přirozeně sympatické a v 60. letech se stále častěji usilovalo o spojenectví v levici, zejména mezi členy Nové levice.
Při práci s dalšími radikály, jako byl například Ronald Radosh či Karl Hess, Rothard zdůrazňoval, že konsenzuální pohled na americkou ekonomickou historii, podle kterého vláda využívala svou moc k tomu, aby čelila korporátní predaci, je zásadně chybný. Spíše tvrdil, že vládní ekonomické intervence z velké části prospívaly „zkušeným hráčům“ na úkor marginalizovaných skupin a tedy i na úkor svobody a rovnosti. Navíc dodával, že doba "loupeživých baronů", kteří byli oslavováni pravicí a levice jimi opovrhovala jakožto vrcholem laissez-fair ekonomie, se laissez-fair ekonomií vůbec nevyznačovala, jednalo se spíše o období obrovského státního privilegia uděleného kapitálu. V návaznosti na zdůrazňování důvěrného propojení mezi státem a korporátní mocí Rothard obhajoval zabavení korporací závislých na státní štědrosti pracujících i ostatních společností.
Rothard se nadobro odloučil od levice a namísto toho se spojil se vzkvétajícím paleokonzervativním hnutím. Někteří myslitelé z oblasti tržně orientovaného amerického libertarianismu se v návaznosti na Rothbardovy práce během jeho spojenectví s levicí stále častěji identifikovali s levicí v řadě názorů, které zahrnovaly například odpor k válce, ke korporátním oligopolům či ke státně-korporátním partnerstvím. Jednalo se ale také o afinitu ke kulturnímu liberalismu. Jedním z odvětví tohoto libertarianismu byl znovuožívající mutualismus, který zahrnoval moderní ekonomické myšlenky (jako například teorii mezního užitku) do mutualistické teorie. Jedním z mutualistů, který se zasloužil o stimulaci růstu „renovovaného“ mutualismu, byl Kevin Carson, který ve svém díle Studies in Mutualist Political Economy formuloval verzi pracovní teorie hodnoty.

## Levicově orientovaný tržní anarchismus
Levicový tržní anarchismus je soudobá forma levicového libertarianismu a jakési oživení anarchistických teorií mutualismu a individualistického anarchismu 19. století. Jsou s ním spojováni učenci jako například Kevin Carson, Roderick T. Long, Charles W. Johnson, Samuel Edward Konkin III, Sheldon Richman, Chris Matthew Sciabarra či Gary Chartier, kteří zdůrazňují hodnotu radikálně volných trhů a kteří rozlišili volné trhy od společného pojetí, jež je propleteno se statistickými a kapitalistickými privilegii. Zastánci tohoto přístupu, též označovaní jako anarchisté levicově orientovaného trhu, sami sebe odlišují od pravicových libertariánů a zastávají myšlenku individuálního vlastnictví a volných trhů vycházející z klasického liberalismu. Svými myšlenkami významně podporují antikapitalistické, antikorporátní a antihierarchické pozice v ekonomice; antiimperialismus v zahraniční politice; a obecně liberální nebo radikální postoje týkající se kulturních otázek jako je gender, sexualita či rasa. Tento proud levicového libertarianismu má kořeny buď v ekonomice mutualismu (Pierre-Joseph Proudhon) nebo v myšlenkách Murrayho Rothbarda. Sheldon Richman uvádí, že: 

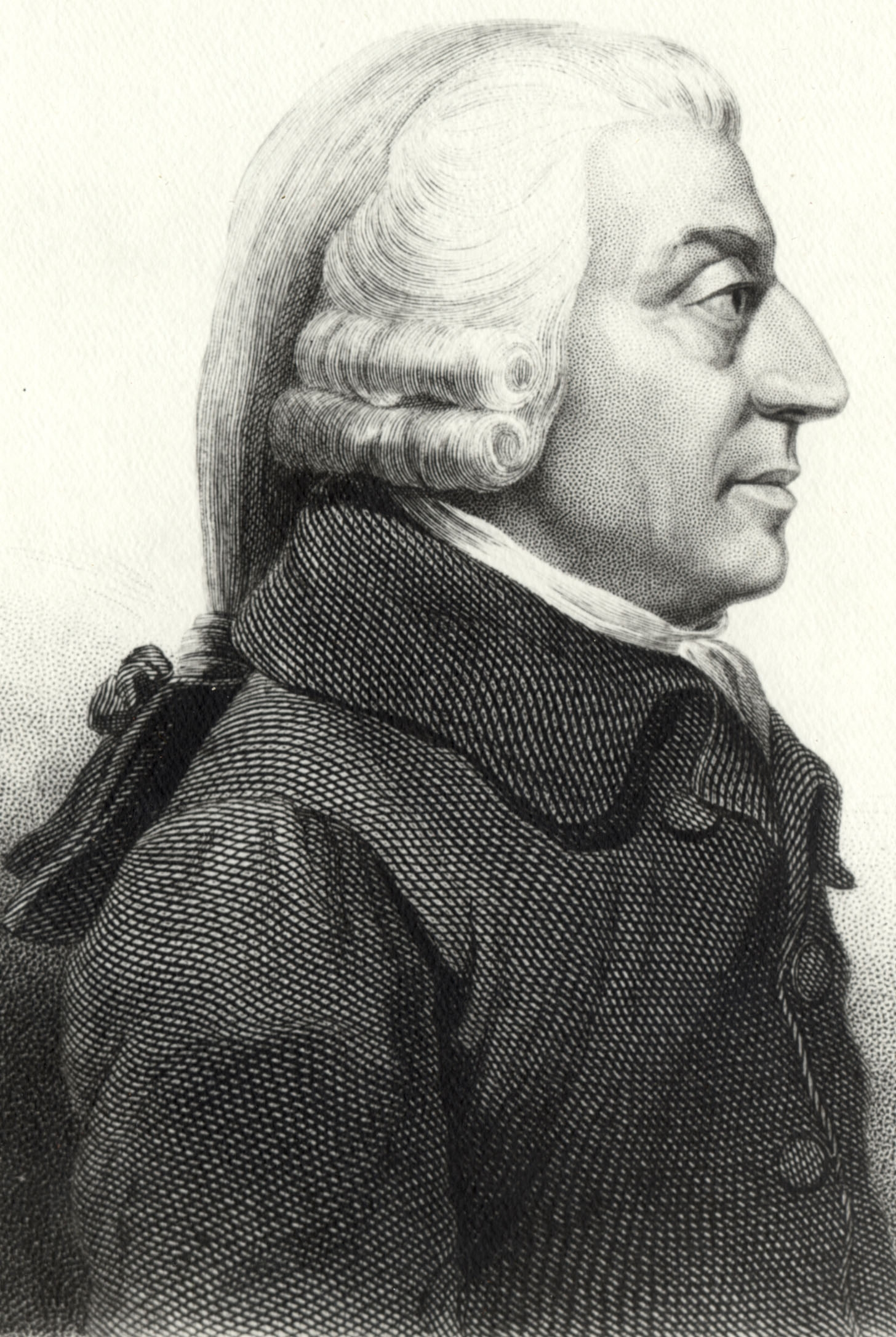
Adam Smith

Levicoví libertariáni upřednostňují solidaritu pracovníků vůči šéfům, podporují squatting chudých ve vládním či opuštěném majetku, a upřednostňují zrušení korporátních privilegií ještě před vytvořením regulatorních omezení, která by určovala, jak mohou být tato privilegia uplatněna. Považují Walmart za symbol korporátního favoritismu podporovaný dotacemi význačných domén; nahlížejí na fiktivní osobnost korporací s podezřením; a pochybují, že „otrokářské dílny“ třetího světa by byly dobrou alternativou v případě absence vládní manipulace. Levicoví libertariáni mají tendeci vyhýbat se volební politice, jelikož nemají dostatečný přehled o vládních strategiích. Preferují vytváření alternativních metod a institucí.
Dále je možné do této skupiny zařadit také některé formy geolibertarianismu, ovšem ne všichni geoisté se přiklání k pojmům jako je antikapitalismus či socialismus. I přesto, že přijímají známé libertariánské názory, tedy například odpor vůči drogové prohibici, ovládání zbraní, porušování občanské svobody či válce, jsou levicoví libertariáni více odtažití vůči některým levicovým postojům k problémům jako je feminismus, gender a sexualita, třídy, imigrace či environmentalismus. Současní levicoví libertariáni volného trhu vykazují značně více sympatií vůči rozličným kulturním hnutím, která zpochybňují nevládní mocenské vztahy než klasičtí či paleolibertariáni. Jako příklad může sloužit snaha levicových libertariánů Rodericka T. Longa a Charlese W. Johnsona o znovuobnovení aliance mezi radikálním liberalismem a feminismem.

## Kritika
Profesor Houstonské univerzity David McNally v rámci marxistické tradice odporuje, že logika trhu ze své podstaty vytváří nespravedlivé výsledky a vede k nerovným výměnám. Uvádí, že morální záměr a filozofie Adama Smithe týkající se rovné výměny byla narušena praxí volného trhu, kterou prosazoval. Rozvoj tržní ekonomiky dle McNallyho zahrnoval nátlak, zneužívání a násilí, které Smithova morální filozofie nemohla čelit. McNally kritizuje anarchismus volného trhu za jeho víru v možnost existence spravedlivého trhu založeného na rovných výměnách, které musí být dosaženo vymazáním parazitických prvků z tržního hospodářství. Za parazitický prvek označuje například soukromé vlastnictví výrobních prostředků, jež je podle něho v tržním socialismu nesmyslné a odporuje definici socialismu, která ho označuje za konec mzdové práce.